# イニシエーター
イニシエーター（英: initiator）またはInr配列とは、転写開始点のごく近く（だいたい1塩基分上流付近）にあるのが特徴の、真核生物のコアプロモーターの一部である。RNAポリメラーゼIIによる転写を高効率とする働きを持つ。ただし、全てのコアプロモーターに存在するわけではない。また、イニシエーターは上流プロモーターエレメントやエンハンサーによる影響を受けやすい。この例として、末端デオキシヌクレチドトランスフェラーゼ（TdT）遺伝子が挙げられる。これはTおよびBリンパ球の発現のために活性化される遺伝子である。

## 配列
イニシエーターは個体によって異なる配列を持つが、種といった所属によって共通する配列(コンセンサス配列)がある。Ｐｙをピリミジン塩基、Nを4種類の塩基のいずれか、*を転写開始点、A、T、C、Gをそれぞれアデニン、チミン、シトシン、グアニンとすると、哺乳類の場合、PyPyAN（T/A）PyPy.ショウジョウバエのコンセンサス配列はTC*（G/T）T（T/C）である。